# Joseph Kosma
Joseph Kosma (Budapest, 12 ottobre 1905 – La Roche-Guyon, 7 agosto 1969) è stato un compositore ungherese naturalizzato francese nel 1946, autore di numerose colonne sonore di film francesi.

## Biografia
Nel 1933 si trasferì a Parigi dove ben presto si affermò come autore, oltre che di colonne sonore, di balletti e di numerose canzoni di grande successo, spesso su testi di poeti rinomati come Jacques Prévert (Les feuilles mortes), Raymond Queneau e Louis Aragon.
Nel cinema ha collaborato con molti registi, fra cui Jean Renoir, Marcel Carné e Paul Grimault.

## Filmografia parziale
- L'angelo del male (La Bête humaine), regia di Jean Renoir (1938)
- Il grande vessillo (D'homme à hommes), regia di Christian-Jaque (1948)
- Gli uomini sono nemici, regia di Ettore Giannini (1948)
- Juliette o la chiave dei sogni (Juliette ou La clef des songes), regia di Marcel Carné (1950)
- Allarme a sud (Alerte au sud), regia di Jean-Devaivre (1953)
- L'amante di Lady Chatterley (L'Amant de Lady Chatterley), regia di Marc Allégret (1955)
- Appuntamento al Km. 424 (Des gens sans importance), regia di Henri Verneuil (1956)
- Le Cas du docteur Laurent, regia di Jean-Paul Le Chanois (1957)
- La poupée, regia di Jacques Baratier (1962)
- Le strane licenze del caporale Dupont (Le Caporal épinglé), regia di Jean Renoir (1962)
- I frutti amari (Fruits amers - Soledad), regia di Jacqueline Audry (1967)